# Beatriz Montoya
Beatriz Montoya (Medellín) es una psicóloga colombiana, fundadora y directora de la Asociación de Mujeres del Oriente Antioqueño, organización regional que trabaja por la equidad territorial defendiendo a las mujeres y a las comunidades más afectadas de la zona.
Ha dedicado más de 25 años a transformar culturalmente la región de Antioquía, fomentando la unidad y la paz y trabajando en el desarrollo del papel de la mujer en la sociedad. A esta movilización femenina la denomina "la salida de las mujeres de las casas a las plazas".
El objetivo es lograr un nuevo modelo de sociedad más inclusivo, diverso e igualitario, fomentando el reconocimiento de derechos básicos a las mujeres como el del acceso a sus tierras y promoviendo el diálogo entre víctimas y desmovilizados. Rechaza la violencia y la cultura establecida mientras promueve el desarrollo de las comunidades, unificando a 23 grupos de mujeres de la región.
Montoya es además confundadora de "Conciudadanía, Corporación para la Participación Ciudadana", activa desde el 2001 y una de las coprotagonistas del documental "Mujeres al frente, la ley de las más nobles" de Lula Gómez junto con Mayerlis Angarita, Patricia Guerrero, Luz Marina Bernal, Luz Marina Becerra, Vera Grabe y Nelly Velandia.

## Publicaciones
- "Tejiendo vida en contextos de muerte: campesinas colombianas cuentan su experiencia" (2002) ISSN 1132-6751.
- "El ser y el hacer de las mujeres madres en contexto de conflicto armado" (2004) elaborado con Conciudadanía, Mujeres que crean y Vamos Mujer.
- "Nadie me ha devuelto la niñez que me robaron" (2010) con Conciudadanía, Aproviaci y AMOR.
- Coautora del modelo de formación a promotoras de vida y salud mental PROVISAMES, para la atención psicosocial "Pasos y Abrazos".